# Leipziger Ökonomische Sozietät
Die Leipziger Ökonomische Sozietät war eine Gesellschaft, deren Ziel in der Förderung von Landwirtschaft, Wirtschaft und Handel im Kurfürstentum bzw. Königreich Sachsen durch die Verbreitung und praktische Umsetzung wissenschaftlicher Erkenntnisse bestand.

## Geschichte
Im Siebenjährigen Krieg stand Kursachsens Wirtschaft durch Kriegsschäden und Kontributionen vor dem Zusammenbruch. Noch während des Krieges wurden aber Pläne für den Wiederaufbau geschmiedet, initiiert und geleitet von Thomas Freiherr von Fritsch, einem einer Leipziger Buchhändlerfamilie entstammenden hohen Beamten am sächsischen Hofe. Bei der Realisierung dieser Pläne im sogenannten Rétablissement  spielte die Anwendung neuer Technologien in Landwirtschaft und Industrie eine wesentliche Rolle.
Einige Leipziger Bürger erkannten, dass mit dem konservativen Wissenschaftsbetrieb an der Universität eine Überführung wissenschaftlicher Erkenntnisse in die Praxis nicht möglich war. Mit Peter von Hohenthal, Johann Georg von Einsiedel und Christian Gottlob Frege als Initiatoren gründeten sie 1764 eine Gesellschaft, die sich dieser Aufgabe annehmen sollte, die „Leipziger Ökonomische Sozietät“. In der ersten Sitzung der Sozietät am 26. Mai 1764 wurde die Einrichtung von Klassen oder Sektionen beschlossen, da man hierin ein weiteres Mittel erblickte, um durch Spezialisierung der Kräfte die Arbeiten nutzbringend zu gestalten. Es wurden drei Klassen errichtet, jede dieser drei Klassen wurde wieder in bestimmte Unterabteilungen, „Subdivisionen“ genannt, eingeteilt.

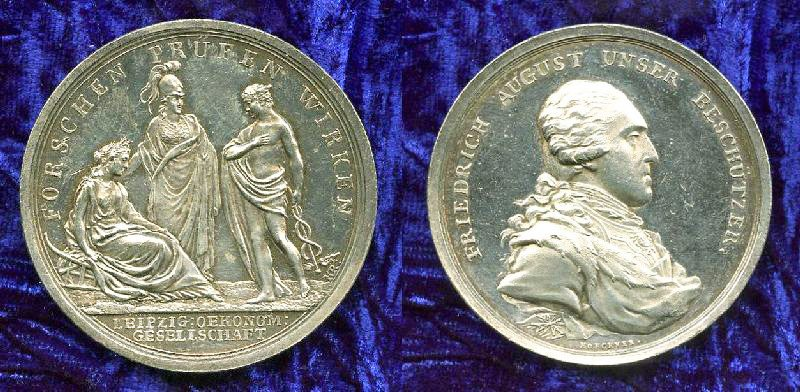
Huldigungsmedaille der Sozietät für Friedrich August III. - Rückseite (links): Ceres, die römische Göttin des Ackerbaus, Minerva als Beschützerin der Handwerker und des Gewerbes, später Göttin der Weisheit, und Merkur, der Gott der Händler

Die Gesellschaft dehnte ihre Tätigkeit bald über das ganze Kurfürstentum aus. Neben der Publikation von Aufklärungsschriften unterhielt sie mehrere Musterbetriebe. Mit dem Ausloben von Preisen und Prämien förderte sie direkt die Lösung praxisbezogener Aufgaben. Lehrer und Pfarrer wurden angehalten, neue Erkenntnisse an die Bauern weiterzuleiten.
Die Sozietät führte den Anbau von Kartoffeln, Klee und Luzerne in Sachsen ein, letztere beiden unter dem Aspekt der langfristigen Sicherung von Futtermitteln zur Aufrechterhaltung des Viehbestandes. Mit dem Anbau von Tabak und Flachs sollte der Import reduziert und die Handelsbilanz verbessert werden. Der Flachsanbau sollte die Textilmanufakturen stärken. Diesem Ziel diente auch die Einbürgerung des leistungsstarken Merinoschafs in Sachsen. Dazu wurden auch Hirten- und Schäferschulen eingerichtet. Auch die Einführung ertragreicher Obstbaumkulturen stand auf der Tagesordnung.
Die Wirren der Kriege zu Anfang des 19. Jahrhunderts ließen die Tätigkeit der Sozietät stagnieren. Die drohende Auflösung sollte durch die Umwandlung in eine „Ökonomische Gesellschaft im Königreiche Sachsen“ abgewendet werden. Diese wurde im Oktober 1816 mit Sitz in Dresden gegründet. Die Leipziger Mitglieder erklärten diese Entscheidung für statutenwidrig. Der Streit währte bis 1824. Von da an arbeiteten beide Gesellschaften parallel und unabhängig voneinander.
1837 wurden in der Leipziger Ökonomischen Gesellschaft im Zuge der stärkeren Konzentrierung auf die Landwirtschaft vier neue Sektionen gebildet: Ackerbau, Wiesenbau, Viehzucht und ökonomische Technologie. 1850 beschloss die Sozietät, das zwei Jahre vorher durch ihren Präsidenten Wilhelm Crusius für die Errichtung eines Musterbetriebes gepachtete Landgut Leipzig-Möckern für die Gründung einer Landwirtschaftlichen Versuchsstation zur Verfügung zu stellen, die 1852 erfolgte. Die Sozietät konzentrierte sich in den Folgejahren auf die Verwaltung der Landwirtschaftlichen Versuchsstation Möckern, die ab 1874 als Versuchsstation vom sächsischen Staat übernommen wurde. Die Sozietät veröffentlichte die Versuchsergebnisse. Im Jahre 2002 konnte die Versuchsanstalt Leipzig-Möckern in der Sächsischen Landesanstalt für Landwirtschaft ihr 150-jähriges Bestehen feiern. Im November 2012 wurde der letzte bestehende Teil der ehemaligen Versuchsanstalt (der Geschäftsbereich 6 - Labore Landwirtschaft - der Staatlichen Betriebsgesellschaft für Umwelt und Landwirtschaft) durch Verlagerung nach Nossen in Möckern geschlossen.
Die Leipziger Ökonomische Societät unterstützte weiterhin die Entwicklung der Landwirtschaft in Sachsen. Das letzte Lebenszeichen gibt es aus dem Jahr 1942.

## Direktoren der Gesellschaft
- 1764 Johann Georg Friedrich Graf von Einsiedel
- 1770 Konferenzminister Friedrich Ludwig von Wurmb
- 1774 Kabinettsminister und Staatssekretär Graf Carl von der Osten-Sacken
- 1777 Detlev von Einsiedel
- 1810 Peter von Hohenthal
- 1817 Detlev Graf von Einsiedel.
- 1817 Alexander von Einsiedel
- 1821 Siegfried August Mahlmann
- 1826 Christoph Heinrich Ploß
- 1831–58 Wilhelm Crusius

## Mitglieder und Ehrenmitglieder (Auswahl)
| Name                                        | Lebensdaten    | Mitgliedschaft ab | Normalfall „Ordentliches Mitglied“ | Mitgliedschaft in anderen wiss. Gesellschaften | Bemerkungen |
| ------------------------------------------- | -------------- | ----------------- | ---------------------------------- | --- | --- |
| Christian August Breiter                    | 1776–1840      |                   |                                    | | Botaniker und Kunstgärtner (Breiters Wintergarten)                                                                              |
| Hans Moritz von Brühl, auf Martinskirchen   | 1736–1809      | 1764              | Ehrenmitglied                      | London (1765), Göttingen (1785) | kursächsischer Gesandter in London                                                                                              |
| Friedrich Gottlieb Dietrich                 | 1765/1768–1850 |                   |                                    | Regensburg.Bot.Ges., Ges.Nat.Fr.Berlin | Botaniker, Gartengestalter |
| Karl Gottfried Erdmann                      | 1774–1835      | 1801              | Ehrenmitglied                      | | Pockenschutzimpfung in Sachsen eingeführt                                                                                       |
| Christian Gottlob Frege                     | 1715–1781      | 1764              |                                    | | Leipziger Bankier und Handelsherr                                                                                               |
| Arnold Woldemar von Frege-Weltzien          | 1846–1916      |                   |                                    | | Rittergutsbesitzer und Politiker                                                                                                |
| Friedrich Gottlob Gläser                    | 1749–1804      |                   | Ehrenmitglied                      | Akademie gemeinnütziger Wissenschaften zu Erfurt | Geologe, erstellte eine der frühesten geologischen Karten in seiner Beschreibung der Geologie der Grafschaft Henneberg von 1775 |
| Johann Samuel Traugott Gehler               | 1751–1795      | 1785              | Ehrenmitglied                      | Görlitz (1779) | „Physikalisches Wörterbuch“ |
| Joseph von Hazzi                            | 1768–1845      |                   | korrespondierendes Mitglied        | Kgl.C.Ackerbauges. in Paris, Ackerbaugesellschaft in Philadelphia, Sankt Petersburg, Turin u. a. in Mitteleuropa                                            | Vorstand des landwirtschaftlichen Vereins in Bayern                                                                             |
| Carl Wilhelm Benno von Heynitz              | 1738–1801      | 1770              |                                    | | kursächsischer Berghauptmann |
| Johann Karl Sigmund Kiefhaber               | 1762–1837      | 1805              | ausländisches Ehrenmitglied        | | Nürnberger Beamter und Historiker                                                                                               |
| Karl Heinrich Klingert                      | 1760–1828      | 1798              | Ehrenmitglied                      | Breslau | kgl.-preuß. Regierungs-Mechanikus                                                                                               |
| Friedrich August Krubsacius                 | 1718–1789      | 1766              | Ehrenmitglied                      | | kursächsischer Oberlandbaumeister                                                                                               |
| Adam Friedrich Oeser                        | 1717–1799      | 1764              | Ehrenmitglied                      | | Goethes Zeichenlehrer in Leipzig                                                                                                |
| Johann George Palitzsch                     | 1723–1788      | 1770              | assoziiertes Mitglied              | | Bauerngelehrter |
| Wilhelm Pfeil                               | 1783–1859      | 1822              |                                    | Dreißigacker, Potsdam, Berlin u. a. | Forstwissenschaftler |
| Erdmann Traugott Reichel                    | 1748–1832      |                   |                                    | Altenburgische Pomologische Ges. Leipzig | Leipziger Kaufmann |
| Johann Christian Schubart von dem Kleefelde | 1734–1787      |                   |                                    | | Agrarreformer, insb. Kleeanbau                                                                                                  |
| Christian Friedrich Schulze                 | 1730–1775      |                   |                                    | | Arzt und Naturforscher |
| Gottfried Tauber                            | 1766–1825      |                   | Ehrenmitglied                      | Naturforschende Gesellschaft zu Leipzig | Instrumentenhändler und Optiker                                                                                                 |
| Johann Daniel Titius                        | 1729–1796      | 1767              | Ehrenmitglied                      | | Mitentdecker der Titius-Bode-Reihe                                                                                              |
| Albrecht Daniel Thaer                       | 1752–1828      | 1811              | Ehrenmitglied                      | | „Begründer der Agrarwissenschaften in Deutschland“                                                                              |
| Traugott Karl August Vogt                   | 1762–1807      |                   | Ehrenmitglied                      | Moskau, Meißner Ges.Förd.Weinbaus | Mediziner |
| Johann Friedrich Wilhelm Widenmann          | 1764–1798      |                   |                                    | Ges.Nat.Fr.Berlin | Bergrat |
| Benjamin Gottfried Weinart                  | 1751–1813      |                   | Ehrenmitglied                      | Görlitz, Meißner Ges.Förd.Weinbaus | Historiker und Bibliograph |
| Georg Franz Dietrich aus dem Winckell       | 1762–1839      |                   | Ehrenmitglied                      | Wetterauische Gesellschaft; Ges. z. Beförd. d. ges. Naturwiss. Marburg; Herzogl. Sachsen-Gotha-Altenburgischen u. Meiningischen Soz. d. Forst und Jagdkunde | Forst- und Jagdwissenschaftler                                                                                                  |

## Neugründung
Im Jahre 1990 wurde die Leipziger Ökonomische Societät als eingetragener Verein neu gegründet. Sie versteht sich als „Wissenschaftliche Gesellschaft zur Förderung von Lehre, Forschung und Publikation auf wirtschaftswissenschaftlichen, agrarwissenschaftlichen und angrenzenden Gebieten“. Ihre Aufgaben sieht sie neben den genannten Gebieten, im wissenschaftlichen Meinungs- und Informationsaustausch sowie der Weiterbildung, der Traditionspflege auf dem Gebiet der Wirtschafts- und Agrarforschung sowie der Pflege der Zusammenarbeit mit wissenschaftlichen Gesellschaften im In- und Ausland. Ihre Aktivitäten beziehen sich vor allem auf Sachsen, Sachsen-Anhalt und Thüringen.
Die Societät schreibt jährlich einen Förderpreis für die beste Arbeit zu einem vorgegebenen Thema aus. Der Preis besteht unter anderem in einer Medaille, deren Rückseite jener der historischen Medaille entspricht. Die Vorderseite zeigt dem Charakter der Societät zugeordnete Symbole.